# Peperomia zipaquirana
Peperomia zipaquirana är en pepparväxtart som beskrevs av Trel. & Yunck.. Peperomia zipaquirana ingår i släktet peperomior, och familjen pepparväxter. Inga underarter finns listade i Catalogue of Life.